# 曼徹斯特 (康乃狄克州)
曼徹斯特（英語：Manchester）是一個位於美國康乃狄克州哈特福縣的城鎮。

## 地理
曼徹斯特的座標為41°46′31″N 72°31′27″W / 41.77528°N 72.52417°W，而該地的平均海拔高度為83米（即272英尺）。

## 人口
根據2010年美國人口普查的數據，曼徹斯特的面積為71.70平方千米，當中陸地面積為70.60平方千米，而水域面積為1.10平方千米。當地共有人口58,241人，而人口密度為每平方千米812人。